# 39-es busz (Debrecen)

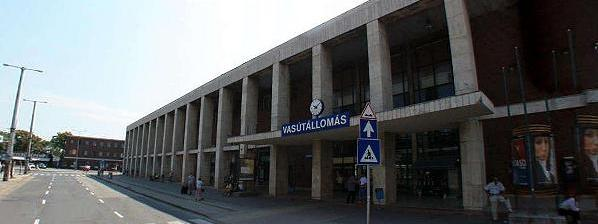
Nagyállomás

A debreceni 39-es jelzésű autóbusz a Nagyállomás és Szepes között közlekedik. Útvonala során érinti a Nagyállomást, a MÁV-rendelőt, a Szoboszlói úti Általános Iskolát, a szepesi boltot, a Sárga dűlőt és Szepest. Debrecen városának egyik legritkábban közlekedő járata. A 100-as vasútvonal átépítése miatt az útvonalát először ideiglenesen, majd véglegesen módosították.

## Története
Szepes forgalmát az 1990-es évek óta iránytaxi látta el. Ezt váltotta fel 2002. május 1-én a 39-es busz, mely a Nagyállomás – Erzsébet utca – Szoboszlói út – Szováti elágazás – Sárga dűlő – Szepes útvonalon közlekedett. 2018 augusztusától a 100-as vasútvonal felújítása miatt terelőútvonalon közlekedett. Először Ebes felé került, majd a vasúti átjáró melletti szervizutat használta. Szeptember közepétől a Szoboszlói út – István út – Vértesi út – összekötő út – Sárga dűlő útvonalon közlekedik. Ezt az útvonalat végül véglegesítették, majd a Vértesi úti vasúti átjáró átépítése miatt ismét a régi útvonal lett állandó.

## Járművek
A viszonylaton Alfa Cívis 12 típusú szóló buszok, valamint kisebb forgalmú időszakokban ITK Reform S-City típusú midibusz közlekedik. Régebben a járműkiadás nagy részét az Enterprise Plasma típusú midibuszok adták.

## Útvonala
| Év        | Végállomások         | Útvonal oda                                                         | Útvonal vissza                                                      |
| --------- | -------------------- | ------------------------------------------------------------------- | ------------------------------------------------------------------- |
| 2002-2018 | Nagyállomás – Szepes | Erzsébet utca – Szoboszlói út – – Sárga dülő                        | Sárga dűlő – – Szoboszlói út – Erzsébet utca                        |
| 2018-2020 | Nagyállomás – Szepes | Erzsébet utca – Szoboszlói út – István út – Vértesi út – Sárga dülő | Sárga dűlő – Vértesi út – István út – Szoboszlói út – Erzsébet utca |
| 2020-tól  | Nagyállomás – Szepes | Erzsébet utca – Szoboszlói út – – Sárga dülő                        | Sárga dűlő – – Szoboszlói út – Erzsébet utca                        |

## Megállóhelyei
| 0  | Nagyállomás végállomás          | 16 | 1, 2 10, 10A, 10Y, 14, 16, 18, 18Y, 21, 30, 30A, 30I, 30N, 37, 42, 42A, 43, 44, 46, 46E, 46H, 47, 47Y, 48, 49, 49Y, 146, A1, Airport1 5, 5A Helyközi buszok S506 sebesvonat, gyorsvonat, IC, EC, expresszvonat |
| 2  | MÁV-rendelő                     | 15 | 10, 10A, 10Y, 14, 30, 30A, 46, 46H, 49, 49Y, 146 5, 5A Helyközi buszok |
| ∫  | Mentőállomás                    | 14 | 10, 10A, 10Y, 14, 19, 30, 30A, 46, 46H, 49, 49Y, 146 5, 5A |
| 3  | Szoboszlói úti Általános Iskola | 14 | 19 |
| 4  | Szoboszlói út                   | 13 | 19 |
| 5  | Ohat utca (↓) Legányi utca (↑)  | 12 | 19 |
| 9  | Szováti elágazás                | 7  | 146 Helyközi buszok |
| 14 | Sárga dűlő 23.                  | 3  | |
| 14 | Sárga dűlő 33.                  | 2  | |
| 15 | Szepes, bolt                    | 1  | |
| 16 | Sárga dűlő 67.                  | 1  | |
| 17 | Szepes végállomás               | 0  | |

## 39X
2018. július 1-jétől igényvezérelt járatot indított a DKV a 39-es busz útvonalán. A Nagyállomásról 22:40-kor induló járat csak a Szováti elágazás megállóhelyig közlekedik 39X jelzéssel. Igény esetén teljes útvonalon végig közlekedik 39-es jelzéssel.